# Marie de Bretagne (1391-1446)
Pour les articles homonymes, voir Marie de Bretagne.
Marie de Bretagne (18 février 1391 - 18 décembre 1446) est une princesse bretonne issue de la maison de Montfort du duché de Bretagne et par mariage liée à la maison de Valois-Alençon. Elle est dame de La Guerche et comtesse du Perche de 1396 jusqu'en 1414, puis comtesse d'Alençon de 1404 jusqu'en 1414. En 1414, Marie est titrée duchesse d'Alençon, comtesse du Perche, dame de La Guerche, lorsque le roi Charles VI de France élève son époux Jean comte d'Alençon au titre ducal. Après le mort de son mari en 1415, Marie demeure dame de La Guerche lorsque son fils, Jean II, prend les titres de duc d'Alençon et de comte du Perche.

## Enfance
Marie de Bretagne, fille du duc Jean IV de Bretagne et de Jeanne de Navarre, naît le 18 février 1391 à Nantes. Elle est la quatrième des neuf enfants du couple et la seconde de la fratrie à atteindre l'âge adulte. Pendant les quatre premières années de sa vie, son union avec Henry Bolingbroke, le futur roi Henri IV d'Angleterre est envisagée mais les négociations s'arrêtèrent lorsque son père décida de lui faire épouser Jean d'Alençon en 1396. Curieusement, après la mort de son père, c'est la mère de Marie qui épousera Henri IV d'Angleterre.

## Mariage
Le 26 juin 1396, Jean IV de Bretagne signe un contrat avec Pierre II d'Alençon par lequel Marie de Bretagne épouse Jean, le fils de Pierre.  Les noces sont célébrées en juillet à Saint-Aubin-du-Cormier,  près de Fougères dans l'actuelle Ille-et-Vilaine.  La dot de Marie est fixée à 100 000 francs et constituée en partie par la seigneurie de la Guerche-de-Bretagne, mais son père ne la réglera jamais entièrement, ce qui créera des tensions entre les duchés de Bretagne et d'Alençon dans les années suivantes. En 1404, Jean succède à son père comme comte d'Alençon et du Perche.
Marie et son époux ont cinq enfants :
- Pierre (4 octobre 1407 – 16 mars 1408) ;
- Jean II d'Alençon (2 mars 1409 – 1476)[8] ;
- Jeanne (17 septembre 1412 – 17 octobre 1420), inhumée à l'abbaye de Bourgueil en Anjou en 1420[9] ;
- Marie (morte à l'âge de 2 ans) ;
- Charlotte (15 décembre 1413 – 24 mars 1435), nonne, morte en 1435 et inhumée dans la Collégiale Notre-Dame de Lamballe à Lamballe en Bretagne.

En janvier 1414, le roi Charles VI de France élève le comté d'Alençon au rang de duché, et fait de Jean le premier duc d'Alençon. L'époux de Marie est tué l’année suivante lors de la bataille d'Azincourt, où il combattait aux côtés des armées du roi de France.

## Dernières années
Après la mort de son époux en 1415, Marie est contrainte de quitter la Normandie où elle résidait avant la bataille d'Azincourt. Son fils, Jean, devenu le duc Jean II d'Alençon est fait prisonnier lors de la bataille de Verneuil en 1424. Il est libéré contre rançon payée aux Anglais en 1427, et devient ensuite un partisan zélé de Jeanne d'Arc. 
Marie de Bretagne meurt le 18 décembre 1446. On ignore où elle fut inhumée, bien que les lieux de sépulture de tous ses enfants soient bien connus.

## Articles liés
- Alençon
- Argentan
- Guerre de Cent Ans

## Sources
- Anselme de Sainte-Marie. Histoire généalogique et chronologique de la Maison Royale de France: le tout dressé sur les titres originaux. Amsterdam: Chatelain, 1713.
- Arthur de La Borderie Histoire de Bretagne, Rennes, 1905-1914 (6 vol.). Réédition Joseph Floch Imprimeur Éditeur à Mayenne, 1975. Tome IV p. 137, 138, 239, notes p. 240 et 408.
- (en) Bell, Susan Groag. "Medieval Women Book Owners: Arbiters of Lay Piety and Ambassadors of Culture".  Signs 7, no. 4 (1982): 742–768.  (accessed August 26, 2014).
- Perceval de Cagny (Henri Morganvillé éd.), Chroniques de Perceval de Cagny, publiée pour la première fois pour la Société de l'histoire de France. Paris, France: Renouard, H. Laurens, successeur, 1902.  .
- (en) Jones, Michael. "The Finances of John IV, Duke of Brittany, 1364–1399". In The creation of Brittany: a late medieval state, 239–262. London: Hambledon Press, 1988.
- (en) Jones, Michael. Ducal Brittany, 1364–1399: Relations with England and France During the Reign of Duke John IV. London, UK: Oxford University Press, 1970.
- (en) Tierney, John. "New Year's Day". In The Catholic Encyclopedia. Vol. 11. New York, NY: Robert Appleton Company, 1911. . (accessed December 7, 2014).